# Dicen...
Dicen... es el nombre del decimoquinto álbum de estudio del cantante mexicano Cristian Castro, fue producido por el inglés Warren Huart y el cubano Yotuel Romero, ambos muy reconocidos en la industria de la música.

## Antecedentes
Es su primer disco enteramente inédito después de poco más de siete años. Contó con la participación de importantes autores jóvenes como Pablo Preciado, Yotuel Romero, Cecy Leos, Alan Saucedo, Mariana Vega y Ángela Dávalos; además de experimentados autores como Diego Verdaguer, Raúl Ornelas, Lalo Murguía, Mauricio Arriaga, Bruno Danzza y Jorge Macías.

## Promoción
«Decirte adiós»; el primer sencillo del álbum, se lanzó a finales del mes de agosto de 2016 y fue mezclado por Manolo Marroquín, ingeniero de sonido muy reconocido, el cual ha trabajado con importantes figuras como Adele, mientras que el segundo sencillo fue «Simplemente tú», elegido también como tema principal de la telenovela Simplemente María, transmitida por Televisa.

## Lista de canciones
| N.º | Título                   | Escritor(es)                                               | Duración |  |
| 1.  | «Lady Blue feat. Yotuel» | Antonio Rayo Gibo, Beatriz Luengo, Yotuel Romero           | 3:43     |  |
| 2.  | «Decirte adiós»          | Pablo Preciado                                             | 3:10     |  |
| 3.  | «Cruel»                  | Beatriz Luengo, Yotuel Romero, Yadal Gonzalez              | 4:07     |  |
| 4.  | «Dicen»                  | Cecy Leos, Alan Saucedo                                    | 3:09     |  |
| 5.  | «60 segundos»            | Mariana Vega                                               | 3:19     |  |
| 6.  | «Sin aliento»            | Alex Serhan, Cesar Sandoval                                | 3:33     |  |
| 7.  | «Me quedé»               | Raúl Ornelas, Cristian Castro                              | 4:20     |  |
| 8.  | «Simplemente tú»         | Mauricio L. Arriaga, J. Eduardo Murguía                    | 3:46     |  |
| 9.  | «Perdonar»               | Alex Serhan, Fernando Laura Enria, Ignacio Morales Pamanes | 3:51     |  |
| 10. | «Invencibles»            | Ángela Dávalos, Diego Verdaguer                            | 4:02     |  |
| 11. | «Alma de viento»         | Jorge Macías                                               | 3:50     |  |
| 12. | «El vino y las rosas»    | Jorge Macías                                               | 4:40     |  |

- Datos: Q60967511